# Pseudanteris insignis
Pseudanteris insignis är en stekelart som beskrevs av Fouts 1927. Pseudanteris insignis ingår i släktet Pseudanteris och familjen Scelionidae. Inga underarter finns listade i Catalogue of Life.